# 2857 км
2857 км — железнодорожный остановочный пункт в Марьяновском районе Омской области России. Входит в состав Шараповского сельского поселения.

## История
В соответствии с Законом Омской области от 30 июля 2004 года № 548-ОЗ «О границах и статусе муниципальных образований Омской области» 2857 км вошёл в состав образованного муниципального образования «Шараповское сельское поселение».

## География
Находится на юго-западе центральной части региона, в пределах Ишимской равнины, являющейся частью Западно-Сибирской равнины. Фактически территория входит в состав деревни Старая Шараповка, примыкая к её уличной сети (ул. Берёзовая и Снежная). 

## Население
| 2010 |
| ---- |
| 26   |

## Инфраструктура
Железнодорожный остановочный пункт 2857 км железнодорожной ветки Курган — Омск Западно-Сибирской железной дороги.

## Транспорт
Автомобильный и железнодорожный транспорт.
Просёлочные дороги.